# Árni Þór Sigurðsson

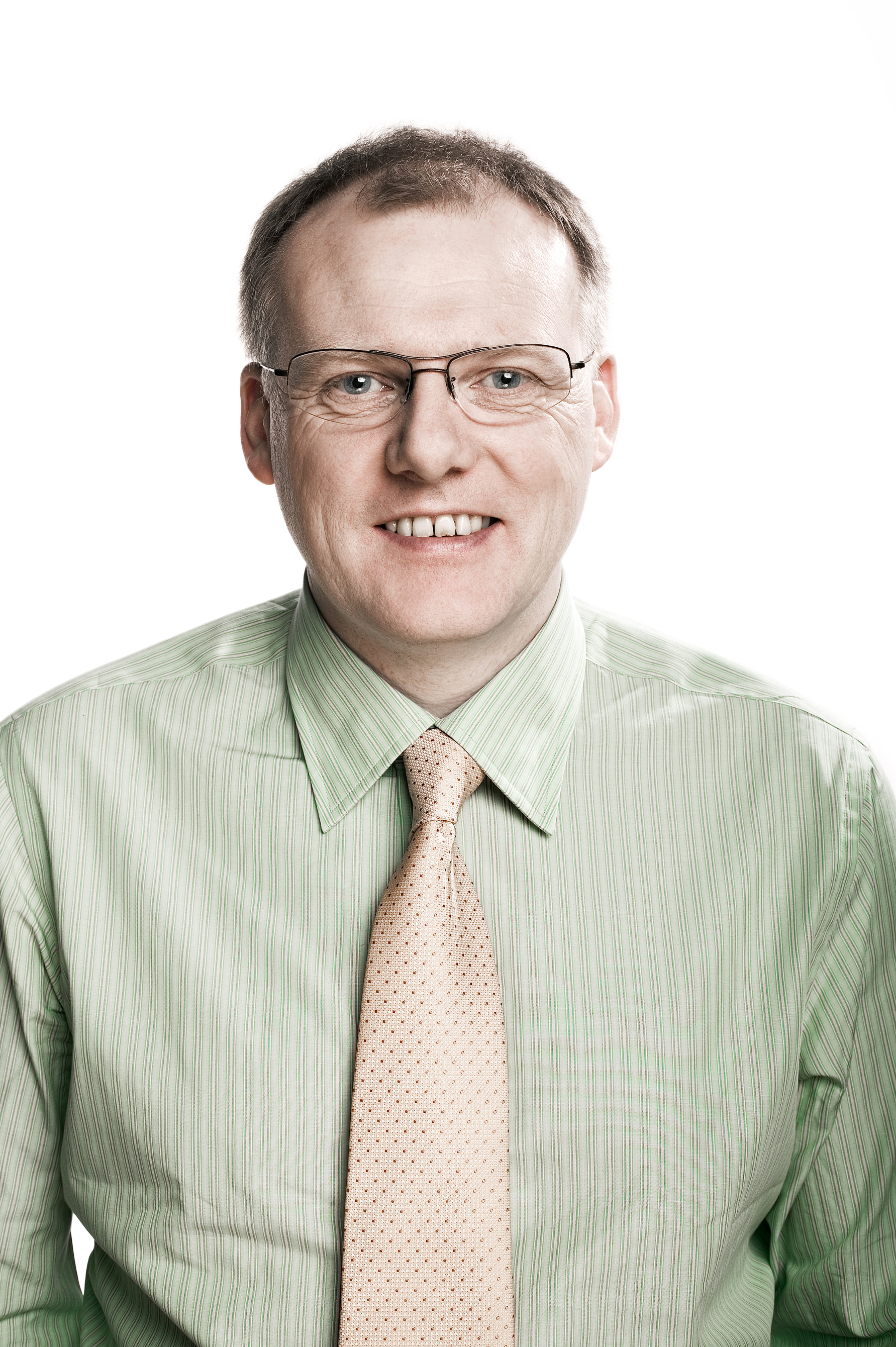
Árni Þór Sigurðsson

Árni Þór Sigurðsson (deutsche Transkription Arni Thor Sigurdsson, * 30. Juli 1960 in Reykjavík) ist ein isländischer Politiker (Links-Grüne Bewegung) und Diplomat. Seit 2023 ist er isländischer Botschafter in Dänemark und auch in Australien und der Türkei akkreditiert. Zuvor war er seit 2020 Botschafter in Russland.

## Leben und Karriere
Von 1994 bis 2007 gehörte Árni Þór Sigurðsson dem Stadtrat von Reykjavík an, den er von 2002 bis 2005 präsidierte. Seit 2007 war er Abgeordneter des isländischen Parlaments Althing für den Wahlkreis Reykjavík-Nord. Er war Mitglied des Ausschusses für ausländische Angelegenheiten (Vorsitzender von 2009 bis 2013), der isländischen Parlamentsdelegation zur EFTA und zum EWR (Vorsitzender von 2009 bis 2013) sowie Mitglied des gemeinsamen parlamentarischen Komitees EU-Island (Vorsitzender von 2010 bis 2013).
Auf den 18. August 2014 trat Árni Þór Sigurðsson von seinem Parlamentssitz zurück, da er auf den 1. Januar 2015 zum Botschafter im diplomatischen Dienst Islands ernannt wurde. Seinen Parlamentssitz nahm Steinunn Þóra Árnadóttir ein. Von 2015 bis 2018 vertrat er Island im Arktischen Rat als Senior Arctic Official.
2018 wurde er zum isländischen Botschafter in Finnland berufen. Er war zudem in Estland, Lettland, Litauen und der Ukraine akkreditiert.
2020 wechselte Árni Þór Sigurðsson als Nachfolger von Berglind Ásgeirsdóttir nach Moskau als isländischer Botschafter in Russland. Als solcher war er auch in Armenien, Belarus, Kasachstan, Kirgistan, Moldau, Tadschikistan, Turkmenistan und Usbekistan akkreditiert. Nachdem die isländische Botschaft in Russland Mitte 2023 geschlossen wurde, wechselte er nach Kopenhagen als Botschafter in Dänemark.